# Општина Олари (Прахова)
Олари (рум. Olari) општина је у Румунији у округу Прахова.
Oпштина се налази на надморској висини од 87 m.

## Становништво

### Хронологија
| Година       | 2004 | 2005 | 2006 | 2007 | 2008 | 2009 | 2010 | 2011 | 2012 | 2013 | 2014 | 2015 | 2016 | 2017 |
| ------------ | ---- | ---- | ---- | ---- | ---- | ---- | ---- | ---- | ---- | ---- | ---- | ---- | ---- | ---- |
| Становништво | 1908 | 1913 | 1919 | 1912 | 1926 | 1927 | 1914 | 1950 | 1956 | 1957 | 1954 | 1924 | 1902 | 1888 |